# Lena Goeßling
Lena Goeßling (ur. 8 marca 1986 w Bielefeld) – niemiecka piłkarka, reprezentantka kraju w latach 2008–2019. Złota medalistka Letnich Igrzysk Olimpijskich 2016. Aktualnie gra w Vfl Wolfsburg.

## Kariera klubowa

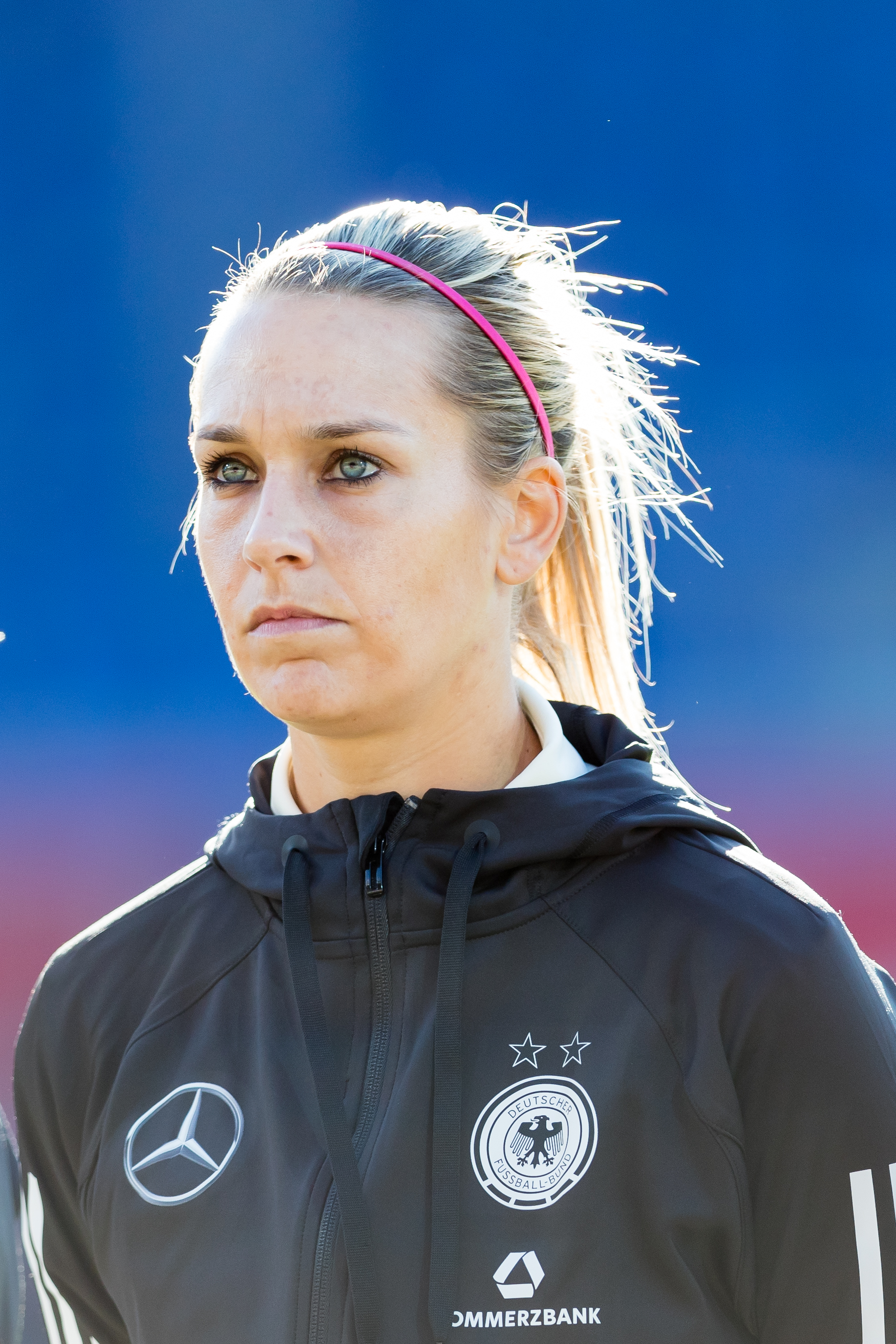
Lena Goeßling jako reprezentantka Niemiec

W latach 2003–2006 Lena Goeßling grała w FC Gütersloh 2000. W 2006 roku przeniosła się do SC 07 Bad Neuenahr. W 2011 roku zadebiutowała w barwach Vfl Wolfsburg i gra w nim do dziś. W 2020 roku zdobyła była 55. najlepszą piłkarką roku. Ma zamiar zakończyć karierę po wygaśnięciu kontraktu w 2021 roku. Gra z numerem 28 na pozycji pomocnika. Mierzy 171 cm.

## Kariera reprezentacyjna
Lena Goeßling grała w reprezentacjach Niemiec do lat: 17, 19, 20, 21 i 23. Została powołana na mistrzostwa świata kobiet 2015, które odbyły się w Kanadzie. Wystąpiła na Letnich Igrzyskach Olimpijskich w Rio de Janeiro. Za to otrzymała Srebrny Listek Laurowy. Po Mistrzostwach Świata 2019 zakończyła reprezentacyjną karierę.